# Empreintes (émission de télévision)
Empreintes est une émission française de télévision, diffusée sur France 5 de 2007 à 2012, présentée par Annick Cojean.

## Principe
Empreintes est une émission culturelle, diffusant des documentaires concernant une personnalité du monde de la musique, de la littérature, de la politique ou du sport.

## Exemples de documentaires diffusés
- 2008 : Patrick Poivre d'Arvor, journal d’un homme pressé, réalisé par Dorothée Poivre d'Arvor
- 2008 : Elie Wiesel, messager de la Mémoire, réalisé par Emmanuel Descombes et Guy Job
- 2008 : Valéry Giscard d'Estaing, La France au fond des yeux, réalisé par Emmanuel Descombes et  Guy Job
- 2009 : Élisabeth Badinter, à contre-courant, réalisé par Olivier Peyon
- 2010 : Jacques Chancel, autoportrait : des autres, réalisé par Florian Zeller
- 2011 : Michel Onfray, philosophe citoyen, réalisé par Olivier Peyon
- 2012 : Amélie Nothomb, une vie entre deux eaux, réalisé par Laureline Amanieux
- 2012 : Claude Rich, j'aime tellement la vie, réalisé par Marie Mitterrand et Jean-Baptiste Martin
- 2012 : André Glucksmann, éloge du chardon, réalisé par Marie Jaoul de Poncheville
- 2012 : Vladimir Cosma, tout pour la musique, réalisé par Antoine Gandon et Christian Gandon